# Лейдиг, Франц фон
Франц фон Лейдиг (нем. Franz von Leydig; 21 мая 1821 года, Ротенбург-на-Таубере — 13 апреля 1908 года, Ротенбург-на-Таубере) — германский зоолог и гистолог.
Член Германской академии естествоиспытателей «Леопольдина» (1860), иностранный член-корреспондент Петербургской академии наук (1897), иностранный член Лондонского королевского общества (1901).

## Биография
Родился в 1821 году. Изучал медицину в Вюрцбурге, профессор последовательно в Мюнхене, Вюрцбурге, Тюбингене и Бонне. Особенно важны работы Лейдига по сравнительной гистологии; кроме того он занимался изучением строения, развития и образа жизни представителей германской фауны. Кроме множества статей в специальных журналах, он напечатал «Histologie d. Menschen und d. Tiere» (Франкфурт, 1857); «Naturgeschichte d. Laphniden» (Тюбинген, 1860); «Bau des tierischen Körpers» (т. 1, Тюбинген, 1864); «Die in Deutschland lebenden Arten der Saurier» (Тюбинген, 1872); «Die Anuren Batrachier der deutschen Fauna» (Бонн, 1877); «Untersuchungen z. Anatomie und Histologie d. Tiere» (Бонн, 1883) и «Zelle und Gewebe» (Бонн, 1885).
В честь Лейдига названы гормонопродуцирующие клетки животных и ряд разных органов разных животных (список).